# Шаде Аду
Шаде Аду (англ. Sade Adu), повне ім'я — Гелен Фолашаде Аду (англ. Helen Folasade Adu) — англійська співачка нігерійського походження, авторка музики і текстів пісень, аранжувальниця та продюсерка, лідерка та єдина вокалістка групи «Шаде».

## Біографія
Шаде народилася 16 січня 1959 року в Ібадані, Нігерія. Її батьки, нігерійський викладач економіки Бізі Аду (англ. Bisi Adu) і англійська медсестра Енн Гейз (англ. Anne Hayes), познайомилися у Лондоні й переїхали до Західної Африки. Пізніше, коли шлюб переживав труднощі, Енн повернулася до Великої Британії, до батьків, забравши чотирирічну Шаде та її старшого брата Бан'і (англ. Banji).
На початку 1970-х років, живучи у Колчестері (Велика Британія), Шаде багато читала, цікавилася модою, опановувала мистецтво танцю і з задоволенням слухала таких соул-виконавців як Кертіс Мейфілд (англ. Curtis Mayfield), Донні Гетевей (англ. Donny Hathaway) та Марвін Гей (англ. Marvin Gaye).
1977 року Шаде приїхала до Лондона для вивчення трирічного курсу дизайну одягу в Художньому коледжі Святого Мартина. Отримавши вищу освіту, вона з подругою Джой Мелор (англ. Gioia Mellor) відкрила невелике модельне ательє з пошиття чоловічого одягу в Лондонській Chalk Farm. Також вона працювала фотомоделлю.
1980 року Шаде познайомилася із Лі Барретом (англ. Lee Barrett), менеджером латино-соул групи «Arriva». Вона приєдналася до групи і почала писати свої власні пісні.
1982 року, будучи учасницею групи «Pride», Шаде познайомилася з Стюартом Метьюменом (англ. Stuart Matthewman) та Полом Спенсером Денменом (англ. Paul Spencer Denman). Разом з Полом Куком (англ. Paul Cooke) вони організували окрему групу, яку назвали «Шаде» (Sade). Пізніше до групи приєднався Ендрю Гейл (англ. Andrew Hale), а Пол Кук покинув групу.
18 жовтня 1983 року Шаде підписала контракт зі звукозаписною компанією Epic Records. Усі наступні альбоми групи Sade — Diamond Life (1984), Promise (1985), Stronger Than Pride (1988), Love Deluxe (1992), The Best Of Sade (1994), Lovers Rock (2000), Lovers Live (2002), «Soldier Of Love» (2010) — вийшли на цьому лейблі.
1985 року Шаде знялася у фільмі «Новачки» режисера Джуліена Темпла (англ. Julien Temple). Вона зіграла співачку Афіну Дунканнон (англ. Athene Duncannon), виконавши пісню Killer Blow, яку вона написала спільно з Саймоном Бутом (англ. Simon Booth) з соул-джазового колективу Working Week.
1986 року Шаде переїхала до Мадриду.
11 жовтня 1989 року в старовинному замку Vinuelas у Мадриді Шаде вийшла заміж за Карлоса Сколу (ісп. Carlos Scola), іспанського кінорежисера. Але цей шлюб виявився нещасливим та незабаром розпався.
1990 року Шаде повернулася до Лондона.
У середині 1990-х років Шаде переїхала до Очо-Ріоса на Ямайці, де познайомилася з Боббі Морганом (англ. Bob Morgan), ямайським продюсером. 21 липня 1996 року вона народила дочку Мулу (англ. Ila).
1997 року в Монтего Бей на Ямайці Шаде звинуватили у створенні аварійної ситуації під час керування автомобілем та непокорі офіцерові поліції. Пізніше Ямайський суд видав ордер на арешт Шаде, коли вона не змогла з'явитися до суду, щоб відповісти на звинувачення. Але медичний висновок про госпіталізацію її дочки дозволив призупинити дію ордера на арешт.
2005 року Шаде записала композицію Mum спеціально для DVD Voices For Darfur із записом благодійного концерту, що відбувся 8 грудня 2004 року в Королівському Альберт-холі у Лондоні та покликаного сприяти розповсюдженню інформації та збору коштів для вирішення кризи у зоні Дарфура у Судані.
У 2017 році Шаде отримала Орден Британської імперії за внесок у музичне мистецтво.
Сьогодні Шаде живе у Лондоні.

## Голосові дані
- Найвища нота: F#5
- Найнижча нота: C3

## Дискографія
Див. дискографію «Шаде»
Участь
- Absolute Beginners Оригінальний Саундтрек (Virgin, 1986)

## Відеографія
Див. відеографію «Шаде»
Участь
- «Новачки» (1986)
- «Voices For Darfur» (2005)